# Selma Leydesdorff
Selma Leydesdorff (Jakarta, 7 november 1949) is historicus en emeritus hoogleraar, verbonden aan de Universiteit van Amsterdam. Ze ging met emeritaat in 2017. Internationaal geldt ze als vooraanstaand onderzoeker en theorievormer op het gebied van de oral history (mondelinge geschiedenis).

## Inleiding
Het wetenschappelijke werkterrein van Leydesdorff is het systematisch verzamelen en verslagleggen van individuele ervaringen door middel van reeksen mondelinge vraaggesprekken en het ontwikkelen van methodieken voor en theoretiseren over deze vorm van historisch onderzoek. Specialismen van Leydesdorff zijn het naar boven halen van onzichtbare, verdrongen of (bewust) niet beschreven delen van de geschiedenis en traumata. Internationaal wordt haar werk als baanbrekend beschouwd. De mede door haar ontwikkelde nieuwe perspectieven worden als relevant gezien voor een groot aantal andere vakgebieden.
In een interview geeft ze aan dat individuele belevenissen van mensen een centrale plaats in dienen te nemen in de geschiedschrijving: "Mondelinge overlevering is een belangrijke historische bron. De belevenissen van mensen, hun subjectieve ervaringen, is naast de feitelijke gebeurtenissen óók een deel van de geschiedenis. Een prachtig deel, omdat het over gevoelens gaat, en dat nog te vaak wordt vergeten."

## Loopbaan
Leydesdorff begreep al op jonge leeftijd dat de wereldoorlog 1939-1945 een trauma was voor haar moeder en andere familieleden. Dit inzicht was bepalend voor haar wetenschappelijke carrière. In de jaren zestig werd ze actief in de studentenbeweging en in de jaren zeventig bij Dolle Mina. Zo maakte ze kennis met de gedachte dat bepaalde maatschappelijke groepen niet voorkwamen in de gangbare geschiedschrijving, wat bijdroeg aan hun ondergeschikte positie in de maatschappij. Ze ging moderne geschiedenis studeren in Florence, Italië, waar ze in 1972 afstudeerde, en aan de Universiteit van Amsterdam, waar ze in 1975 haar doctorale graad haalde met een scriptie over vrouwenarbeid in de 19e eeuw.
Sinds 1976 is Leydesdorff verbonden aan het Documentatiecentrum Nieuwste Geschiedenis van de Faculteit der Politieke en Sociaal-Culturele Wetenschappen van de Universiteit van Amsterdam. In 1979 richtte ze de Vereniging voor Historische Mondelinge Documentatie (VHMD) op en werd directeur, en in 1980 riep ze met anderen het Jaarboek Vrouwengeschiedenis in het leven.
In 2002 werd ze hoogleraar vrouwengeschiedenis aan het Belle van Zuylen Instituut van de Universiteit van Amsterdam, waar ze vanaf 1992 directeur en voorzitter was. In 2004 werd ze benoemd tot hoogleraar oral history en cultuur aan de faculteit der geesteswetenschappen van dezelfde universiteit. Sinds 2004 is Leydesdorff staflid van het Huizinga Instituut voor cultuurhistorisch onderzoek.
Leydesdorff is verantwoordelijk voor de uitwerking in Nederland van deze methode van geschiedschrijving en internationaal heeft ze bijgedragen aan de theoretische en methodologische ontwikkeling op het vakgebied. Van haar hand verschenen diverse boeken op basis van deze methode. Ze publiceerde talloze artikelen in binnen- en buitenland, zowel theoretiserend als verslagleggend, en ze is als redacteur betrokken bij internationaal toonaangevend wetenschappelijke uitgaven. Ze geeft wereldwijd gastcolleges en workshops aan universiteiten en instituten. Door haar grote inzet ontwikkelde het vak zich in Nederland en daarbuiten binnen enkele decennia tot een bloeiende tak van wetenschap.
Leydesdorff is mede-oprichter van het International Yearbook of Oral History and Life Stories en was daarvan jarenlang redacteur. Ze is sinds 2001 'principal editor' van de internationaal toonaangevende serie Studies in Memory and Narrative.

## Huidige activiteiten
Tijdens de rechtszaak tegen Demjanjuk in München, die in 2009 startte, was ze lid van de academische ondersteuningsgroep van burgerlijke partijen in de zaak. In 2010 startte ze het onderzoek "Late gevolgen van Sobibor". In het academische jaar 2010-2011 nam Leydesdorff in New York deel als staflid aan het internationale multidisciplinaire project Memory and Commemoration: Representing Trauma and War, van de New York University en het Centre National de la Recherche Scientifique (CNRS, France).

## Onderzoeken (boeken)

### Wij hebben als mens geleefd: het joodse proletariaat van Amsterdam 1900 – 1940
Een reconstructie van joods Amsterdam op basis van mondelinge getuigenissen, een dissertatie waarop Leydesdorff promoveerde aan de Universiteit van Amsterdam. Het werk is in het Duits en Engels vertaald.
Oral history was ingewikkeld in dit onderzoek omdat de herinneringen aan de onderzochte periode overschaduwd werden door de massale deportatie van de Joden door de Duitsers. De traumatische herinneringen aan deze ramp hadden tot gevolg dat de herinneringen aan de vooroorlogse tijd veelal geromantiseerd werden door de overlevenden. Honger, slechte huisvesting, armoede en vuil, werkloosheid en sterk wisselende sociale omstandigheden waren in veel gevallen begraven onder lagen van nostalgie, van hetzelfde soort als in hedendaagse literatuur waarin de oude Joodse wijk wordt afgeschilderd.

### Het water en de herinnering
Over slachtoffers en overlevenden van de watersnoodramp van 1953, ook weer met gebruikmaking van oral history als historische bron. Aan het woord zijn niet degenen die als helden en redders waren beschreven, maar een groep die veelal als slachtoffer wordt aangeduid. Gepoogd wordt op basis van herinneringen en subjectieve ervaringen de ramp een plaats te geven in de nationale geschiedschrijving.

### De mensen en de woorden
Geschreven voor iedereen die met mondeling vertelde verhalen te maken krijgt. Het geeft adviezen aan interviewers en onderzoekers, waarbij oog en oor worden gescherpt voor die aspecten van de geschiedenis die in overheersende media en het wetenschappelijk discours niet aan bod komen. Leydesdorff zoekt de stem van het individu, daar waar deze verdrongen is door een collectiviteit.

### De leegte achter ons laten, een geschiedenis van vrouwen van Srebrenica
Leydesdorff hierover: "Er is ontzettend veel geschreven over Srebrenica, maar aandacht voor de slachtoffers en de overlevenden was er heel weinig, terwijl zij toch centraal horen te staan." In de Nederlandse collectieve herinnering overheersen de militairen en hun gedrag, overlevenden kwamen niet in de geschiedschrijving voor. Het boek is in het Servisch vertaald.

## Maatschappelijke betrokkenheid
Leydesdorff was een van de eerste leden en bedenkster van de naam van de feministische actiegroep Dolle Mina. Ze tekende in 1974 ook voor de naam van de bekende strijdgroep voor abortuslegalisatie Wij Vrouwen Eisen. Door stukken in Nederlandse kranten en tijdschriften over actuele onderwerpen draagt ze bij aan de Nederlandse publieke opinie. Vanaf het jaar 2000 reisde ze vele malen naar Bosnië om verhalen vast te leggen van de overlevenden van de genocide in Srebrenica en de aandacht te vestigen op specifiek oorlogsgeweld tegen vrouwen.

## Persoonlijk
Leydesdorff leerde als student haar partner kennen, de Nederlandse politicoloog Siep Stuurman (1946), professor emeritus van de Erasmus Universiteit. Loet Leydesdorff, die eveneens hoogleraar was aan de Universiteit van Amsterdam en die in 2023 overleed, was haar broer.